# Jalen Hood-Schifino
Jalen Hood-Schifino (Pittsburgh, Pensilvania, 19 de junio de 2003) es un baloncestista estadounidense que pertenece a la plantilla de los Philadelphia 76ers de la NBA, con un contrato dual que le permite jugar además en los Delaware Blue Coats de la G League. Con 1,96 metros de estatura, juega en la posición de escolta.

## Trayectoria deportiva

### Universidad
Tras participar en 2021, en su época de secundaria en el prestigiosos Jordan Brand Classic, donde anotó 14 puntos jugó una temporada con los Hoosiers de la Universidad de Indiana, en las que promedió 13,5 puntos, 4,1 rebotes y 3,7 asistencias por partido. Fue elegido Freshman del Año de la Big Ten Conference e incluido por la prensa especializada en el segundo mejor quinteto de la conferencia.

#### Estadísticas
| Año     | Equipo  | PJ | PT | MPP  | %TC  | %3P  | %TL  | RPP | APP | ROB | TPP | PPP  |
| ------- | ------- | -- | -- | ---- | ---- | ---- | ---- | --- | --- | --- | --- | ---- |
| 2022–23 | Indiana | 32 | 32 | 33.1 | .417 | .333 | .776 | 4.1 | 3.7 | .8  | .3  | 13.5 |

### Profesional
Fue elegido en la decimoséptima posición del Draft de la NBA de 2023 por Los Angeles Lakers.
El 2 de febrero de 2025 fue traspasado, junto con una selección de segunda ronda de 2025 de Los Angeles Lakers y otra de los Dallas Mavericks a Utah Jazz como parte de un acuerdo que envió a Luka Dončić, Maxi Kleber y Markieff Morris a los Lakers mientras que Max Christie, Anthony Davis y una selección de primera ronda de 2029 fueron a parar a los Mavericks. Cinco días más tarde fue despedido por los Jazz, sin llegar a debutar.
El 28 de febrero de 2025 firmó un contrato dual con los Philadelphia 76ers.

## Estadísticas de su carrera en la NBA

### Temporada regular
| Año     | Equipo       | PJ | PT | MPP  | %TC   | %3P  | %TL   | RPP | APP | ROB | TPP | PPP |
| ------- | ------------ | -- | -- | ---- | ----- | ---- | ----- | --- | --- | --- | --- | --- |
| 2023-24 | L.A. Lakers  | 21 | 0  | 5.2  | .222  | .133 | .600  | .6  | .4  | .1  | .1  | 1.6 |
| 2024-25 | L.A. Lakers  | 2  | 0  | 7.1  | 1.000 | —    | 1.000 | .5  | .5  | .0  | .5  | 2.0 |
| 2024-25 | Philadelphia | 13 | 0  | 23.2 | .371  | .304 | .842  | 2.0 | 2.8 | .4  | .5  | 7.8 |
| Total   | Total        | 36 | 0  | 11.8 | .329  | .262 | .732  | 1.1 | 1.3 | .2  | .3  | 3.9 |